# Греция на летних Олимпийских играх 1996
Греция принимала участие в Летних Олимпийских играх 1996 года в Атланте (США) в двадцать третий раз за свою историю, и завоевала четыре золотые и четыре серебряные медали. Сборную страны представляли 34 женщины.

## 01!Золото
- Парусный спорт, мужчины — Никос Какламанакис.
- Гимнастика, мужчины — Иоаннис Мелиссанидис.
- Тяжёлая атлетика, мужчины — Пиррос Димас.
- Тяжёлая атлетика, мужчины — Кахи Кахиашвили.

## 02!Серебро
- Лёгкая атлетика, женщины, прыжок в высоту — Ники Бакогианни.
- Тяжёлая атлетика, мужчины — Леонидас Сампанис.
- Тяжёлая атлетика, мужчины — Валериос Леонидис.
- Тяжёлая атлетика, мужчины — Леонидас Кокас.

## Результаты соревнований

### Водные виды спорта

#### Прыжки в воду
По итогам предварительных 6 прыжков в полуфинал проходило 18 спортсменов. Далее прыгуны выполняли по 5 прыжков из обязательной программы, результаты которых суммировались с результатами предварительных прыжков. По общей сумме баллов определялись финалисты соревнований. Финальный раунд, состоящий из 6 прыжков, спортсмены начинали с результатом, полученным в полуфинале.
Мужчины
| Соревнование      | Спортсмены         | Предварительный раунд | Предварительный раунд | Полуфинал            | Полуфинал            | Сумма                | Сумма                | Финал                | Финал                | Итог                 | Итог                 |
| Соревнование      | Спортсмены         | Результат             | Место                 | Результат            | Место                | Результат            | Место                | Результат            | Место                | Результат            | Место                |
| ----------------- | ------------------ | --------------------- | --------------------- | -------------------- | -------------------- | -------------------- | -------------------- | -------------------- | -------------------- | -------------------- | -------------------- |
| трамплин, 3 метра | Николаос Сиранидис | 316,50                | 26                    | Завершил выступление | Завершил выступление | Завершил выступление | Завершил выступление | Завершил выступление | Завершил выступление | Завершил выступление | Завершил выступление |